# 反文化
反文化（或反主流文化、逆主流文化、非主流文化，英语：Counterculture或counter-culture）是亞文化的一種， 這種文化所倡導的行為規範與價值觀通常與主流文化所規範的習俗大相徑庭，有時甚至相反。
在成規束縛的時代下，一個特定的群體可能會組織一個反文化運動，表達自身的思潮、願景及夢想。當運動的力量達到臨界點時，反文化運動甚至能撼動主流文化。
反文化在歐洲和北美的知名例子有浪漫主義（1790年-1840年）還有波希米亞主義（1850年-1910年）。較廣義的例子還包括垮掉的一代（1944年-1964年）和嬉皮士文化（1964年-1974年）。

## 定義及特徵
反文化一詞最先由希歐多爾·羅扎克（Theodore Roszak）使用，他著有《反文化的形成》一書。這一詞彙在20世紀60至70年代的社會革命中藉由新聞媒體橫掃南北美、西歐、日本、澳大利亞和新西蘭。
各路學者在分析反文化的特點和特殊性時見解不一。當然主流文化本身定義起來也很困難，且某種程度上靠著反文化的陪襯才能被很好地理解。反文化有別於大眾文化（或傳媒文化）， 或中產階級文化價值觀。 反文化有時被概念地認為是一種代溝和不認同父輩價值觀的表現。
反文化可能是也可能不是一個確切的政治層面上的事物。典型的反文化常激起當代主流力量的批評和反對，伴隨著建立新社會及尋求更好生活的期待。因此在黨派政治或權力主義中並不討好。
通常，當一種「邊緣文化」將自己的價值觀與主流文化對立起來，它便可能擴展為「反文化」。 反文化趨向於先達到頂峰，再在淡出社會的道路上給主流文化留下深遠的影響。整個歷程大致包括如下階段：受排擠、自身成長、部分被接受及融入主流文化。 在20世紀60年代末，嬉皮士成為了美國最大最搶眼的反文化團體。由浪漫主義者、波希米亞人、垮掉的一代和嬉皮士留下的「文化陰影」直到當代仍在西方文化中依稀可辨。
希拉·惠特莉（Sheila Whiteley）認為，當代社會學理論的發展使得20世紀60年代發展起來的理論變得複雜且問題重重。例如，電子科技就提供了一種促成對其產生新見解的推動力。安迪·班尼特（Andy Bennett）寫到， 「儘管有理論爭端能用以反對把反文化當作一個像亞文化一樣含義豐富的富社會學價值的術語來對社會性行為進行描述和分類，這個術語仍然被用於表述社會和文化理論概念。」然而，「反文化涉及到的層面不僅有烏托邦，還有反烏托邦。像在蒙特里和伍德斯托克所慶祝的節日看起來似乎是為了擁抱烏托邦的理想而展開。同時布莱恩·琼斯、吉米·亨德里克斯、吉姆·莫里森和珍妮絲·賈普林等標誌性人物的死，以及阿爾塔蒙特自由音樂會莫須有的中傷，和查理·曼森這樣朦朧的人物給它的實際意圖蒙上了一層更深的陰影。這提示著我們，『當今的世界仍顯得過於畸形』。」

## 西方的反文化（1960-1970年代）
在美國，1960年代的反文化的象徵是抵制符合習俗的50年代的社會規範。反文化青年拒絕接受父輩的文化標準，尤其是種族隔離和支持越戰方面的。而且，較委婉地，他們還抵制冷戰 — 年輕人們擔心美國和蘇聯的核武競賽及其在越南的動作會招致核子浩劫。
在英國，1960年代的反文化也主要表現在對40至50年代的社會規範的對抗行為上。儘管「核裁軍運動」主要致力于反對核武器，但這場運動也催生了後來的1960年代的和平標誌。
在1960年代的美國社會，醞釀著普遍的緊張氣氛，並有著隨越戰，種族關係，性革命，女權運動，傳統權利架構運動等事物的發展，而在代與代之間激化的趨勢。作為西方反文化的中流砥柱的白人和中產階級青年因為當時普遍的經濟繁榮，得以有充分的空閒時間將精力著眼於社會問題。這些社會問題囊括了支持公民權、女權、同性戀者權益及對越戰的反對。反文化也遇到了熱心於幫忙將他們的觀點呈現給大眾的媒體。為捍衛社會正義的示威遊行產生了深遠廣泛的影響，並從很多方面改變了社會。嬉皮士成了美國最大的反文化團體。
对主流文化的反抗在新体裁的致幻的摇滚乐、流行艺术和对灵魂的探索中体现的最淋漓尽致. 见证了这一年代的音乐家/乐队有披頭四、 感恩而死、傑佛森飛船、吉米·亨德里克斯、门户合唱团、Cream、滚石乐队、尼尔·杨、鲍勃·迪伦、珍妮丝·贾普林、平克·弗洛伊德、琼尼·米歇尔、以及早期的芝加哥樂隊。演唱會的發明也在傳播反文化中起到了關鍵性作用，其中大型露天搖滾演唱會最為功不可沒。其中最登峰造极的一次是在1969年8月15日至18日在纽约貝瑟（Bethel）举行的伍德斯托克音樂節。共有32名摇滚乐与迷幻摇滚音乐家冒着周末的阵雨对着近50万人现场演奏。（麦可·兰称听众有40万，而其中没买票的占了一半）这被公认为流行音乐史上的转折点，滾石雜誌更将其列为“改变摇滚历史的50个瞬间”之一。比尔·曼金说，“‘伍德斯托克的一代’这个词用来描述那个年代中被摇滚演唱会改变的整整一代人，看上去正合适。
有时这些也在流行歌曲和流行的谚语中体现，如 "做你自己的事"、蒂莫西·利里的"激发热情、内向探索、脱离体制"、"只要你喜欢"、"狂野人生"、"色情、毒品和摇滚乐"和"火光"。

## 反文化文學作品
20世纪60年代至70年代早期的反文化文学作品独树一帜。有时，他们会被叫做地下刊物。在美国，这类作品有Mr. Natural; Keep on Truckin'; Fritz the Cat; Fat Freddy's Cat; Fabulous Furry Freak Brothers; the album cover art for Cheap Thrills; and in several countries contributions to International Times, The Village Voice, and Oz (magazine)，另有Robert Crumb and Gilbert Shelton的一些作品也在此列。在20世纪60年代末和70年代初，这些漫画和杂志能在迷幻品店里和诸如弹珠、香、香烟、扎染织物和书本之类的货物一起买到。
在20世紀60至70年代，有些買這種東西的商店發展成為了咖啡廳，而嬉皮士們則在此進行小聚、聊天、吸食大麻、讀書等活動。例子有國王街的Gandalf's Garden、倫敦的Chelsea（這家店還出版過同名雜誌）。這種嬉皮士和無政府主義風格的書店還有坐落于Lace Market area of Nottingham的Mushroom Books。

## 同性戀（LGBT）
LGBT社群，尤其是北美、南锥地区、西欧、澳大利亚和南非的LGBT社群，称得上真正的“与当时主流的价值观和行为准则背道而驰的文化团体”。
在二十世紀初的這些國家和地區中，同性戀是有罪的。主流觀點認為同性戀是道德的敗壞，而理應受到懲戒。奥斯卡·王尔德在1895年因「與其他男性進行有傷風化的行為」受到審判和鋃鐺入獄便是一証。但即使在當時，也是有不同的聲音的。西格蒙德·弗洛伊德就曾于1905年公開宣稱道，他認為同性戀對於一部分人來說是完全正常的。根据查尔斯·凯瑟（Charles Kaiser）的《大都市同性恋者》（英語：The Gay Metropolis），1930年代中期，美国已经有半公开的同性恋主题聚会（例如哈莱姆文艺复兴时期举行的drag活动）。也有迎合同性恋客户的酒吧和澡堂，并用黑话警告顾客警方可能进行突袭（就像禁酒令时期地下酒吧所用的切口）。但当时同性恋通常被认为是波西米亚文化的一部分，其本身没有特别重大的意义。

## 亞洲反文化
20世纪80年代兴起的中国摇滚是中国大陆反文化的代表。